# Bükceğiz, Kavak
Bükceğiz là một xã thuộc huyện Kavak, tỉnh Samsun, Thổ Nhĩ Kỳ. Dân số thời điểm năm 2010 là 46 người.